# 沈波 (歌手)
沈波（1992年3月28日—），浙江省杭州市人，中国网络原创歌手。曾发布《我们的诺言》、《不离不弃》、《雪花》、《温存回忆》、《不离不弃》、《最佳主角》、《想念》、《快乐出发》等单曲。